# O Banquete de Casamento
Xi yan (chinês: 喜宴, pinyin: Xǐyàn, Wade–Giles: Hsi yen; eua: The Wedding Banquet; bra/prt: O Banquete de Casamento) é um filme taiwano-estadunidense de 1993, do gênero comédia, dirigido por Ang Lee.
Em 2023, o filme foi selecionado para preservação no National Film Registry dos Estados Unidos pela Biblioteca do Congresso por ser "culturalmente, historicamente ou esteticamente significativo".

## Sinopse
O filme conta sobre um jovem homossexual sino-estadunidense que se casa com uma mulher de seu país para poder agradar aos pais e dar a ela um green card.

## Elenco
- Winston Chao como Wai-Tung Gao
- Mitchell Lichtenstein como Simon
- May Chin como Wei-Wei
- Ah Lei Gua como senhora Gao
- Dion Birney como Andrew
- Sihung Lung como senhor Gao

## Remake
Um remake do diretor Andrew Ahn estrelando Lily Gladstone, Kelly Marie Tran e Bowen Yang nos papéis principais, com papéis coadjuvantes de Joan Chen e Youn Yuh-jung. A filmagem ocorreu em Vancouver, Colúmbia Britânica, de 27 de maio de 2024 a 28 de junho de 2024.